# Hijas de Eva
Hijas de Eva es el quinto álbum del cantautor canario Pedro Guerra.
Según indica el propio autor, en el año 2001, el Auditorio Alfredo Kraus de Las Palmas de Gran Canaria le encargó la composición de una obra para su estreno en diciembre de 2001[cita requerida]. Su contenido pretende denunciar la situación de discriminación que han sufrido y sufren las mujeres en el mundo.
Se trata de uno de los discos del cantautor donde incorpora más elementos del folclore canario, recuperando algunas sonoridades de Taller Canario de Canción, pero con un toque más sinfónico.

## Lista de canciones
1. Hijas de Eva - 1:52
2. Eva - 2:17
3. Niña - 3:00
4. Burka - 3:00
5. Hogar - 3:20
6. Pobres - 3:00
7. Frío - 3:25
8. Rosario - 3:30
9. Cuerpo - 3:07
10. Madres - 3:34
11. Canto de trabajos - 2:53
12. Malicunda - 2:50
13. Adelita - 2:45
14. Lilith - 5:00

## Músicos
- Pedro Guerra - Voz, guitarra, arreglos y programaciones.
- Silvio Rodríguez - Voz en Niña
- Fito Páez - Voz en Cuerpo
- Vicente Climent - Batería
- Marcelo Fuentes - Bajo
- Luis Fernández - Teclado
- Rodney D'Assis - Percusión
- Osvi Grecco - Sólo de guitarra en Malicunda y Frío, guitarras acústicas en Rosario y guitarra eléctrica en Pobres
- Ariel Portillo - Bombo legüero en Madres
- José Antonio Romero: Acordeón en Adelita
- Toni Berenguer - Trombones en Niña
- Vicent Cintero - Flautas en Lilith y Niña
- Germán Vilella - Palmas en Madres
- Carlos Narea - Programación, edición, percusión, coros en Malicunda y palmas en Madres .
- Tito Dávila - Coros en Malicunda

- Arreglos y Dirección de Cuerda y Vientos: Joan Albert Amargós excepto Madres arreglado por Enric Palomar
- Orquesta: The City of Prague Philarmonic